# Rio Chijic
O Rio Chijic é um rio da Romênia, afluente do Crişul Repede, localizado no distrito de Bihor.